# Großer Preis von Ungarn 1986
Der Große Preis von Ungarn 1986 (offiziell Magyar Nagydíj) fand am 10. August auf dem Hungaroring in Mogyoród in der Nähe von Budapest statt und war das elfte Rennen der Formel-1-Weltmeisterschaft 1986.

## Berichte

### Hintergrund
Zum ersten Mal fand ein Formel-1-Rennen in einem der sogenannten Ostblockstaaten statt. Schätzungsweise 380.000 Zuschauer besuchten die Rennstrecke während des Wochenendes. Allein das Rennen wurde von rund 200.000 Zuschauern verfolgt.
Innerhalb des Arrows-Teams tauschten die beiden Stammfahrer ihre Wagen, sodass Christian Danner mit dem neuen A9 antrat und Thierry Boutsen den A8 einsetzte. Bei Minardi wurde erstmals ein Exemplar des neuen M186 an den Start gebracht. Andrea de Cesaris pilotierte den Wagen.

### Training
Bereits zum sechsten Mal in der Saison 1986 qualifizierte sich Ayrton Senna für die Pole-Position. Nelson Piquet, Alain Prost und Nigel Mansell folgten direkt dahinter, sodass die in der WM-Wertung führenden Piloten von den ersten vier Startplätzen aus ins Rennen gingen.

### Rennen
Senna verteidigte am Start seine Spitzenposition. Mansell überholte Prost und Piquet, wobei Letzterer noch vor dem Ende der ersten Runde erfolgreich konterte. Unter den ersten sechs befanden sich während der ersten sechs Runden mit Patrick Tambay und Alan Jones beide Lola-Piloten.
In der zwölften Runde übernahm Piquet die Führung. Senna folgte vor Prost und Mansell. Keke Rosberg lag auf dem sechsten Rang vor Johnny Dumfries.
In Runde 16 steuerte Prost aufgrund eines Elektrikproblems die Box an. Da sein Teamkollege Rosberg fast gleichzeitig in die Boxengasse fuhr, um seine Reifen wechseln zu lassen, verlor der Finne Zeit und dadurch seine fünfte Position. Er kam als Neunter und Prost als Letzter auf die Strecke zurück. In der 23. Runde schied der Franzose aus.
Durch einen Boxenstopp verlor Piquet die Führung an Senna. Dieser verschaffte sich einen ausreichenden Vorsprung, sodass er nach seinem Boxenstopp einige Umläufe später die Führung zunächst verteidigen konnte. Piquet lag jedoch dicht hinter ihm und überholte ihn in Runde 57. Fortan duellierten sich die beiden Brasilianer um den Sieg, wobei Piquet die Nase vorn behielt. Mansell erreichte das Ziel als Dritter vor Stefan Johansson, Dumfries und Martin Brundle.
Aufgrund der damals bereits gültigen Regel, dass ein Grand Prix maximal zwei Stunden dauern darf, wurde das Rennen eine Runde vor dem geplanten Ende abgebrochen.
In der WM-Wertung lagen die vier Favoriten Mansell, Senna, Piquet und Prost nach dem Rennen nur elf Punkte auseinander.

## Meldeliste
| Team                           | Nr. | Fahrer             | Chassis        | Motor                         | Reifen |
| ------------------------------ | --- | ------------------ | -------------- | ----------------------------- | ------ |
| Marlboro McLaren International | 01  | Alain Prost        | McLaren MP4/2C | TAG/Porsche TTE PO1 1.5 V6t   | G      |
| Marlboro McLaren International | 02  | Keke Rosberg       | McLaren MP4/2C | TAG/Porsche TTE PO1 1.5 V6t   | G      |
| Data General Team Tyrrell      | 03  | Martin Brundle     | Tyrrell 015    | Renault EF15 1.5 V6t          | G      |
| Data General Team Tyrrell      | 04  | Philippe Streiff   | Tyrrell 015    | Renault EF15 1.5 V6t          | G      |
| Canon Williams Honda Team      | 05  | Nigel Mansell      | Williams FW11  | Honda RA166E 1.5 V6t          | G      |
| Canon Williams Honda Team      | 06  | Nelson Piquet      | Williams FW11  | Honda RA166E 1.5 V6t          | G      |
| Motor Racing Developments      | 07  | Riccardo Patrese   | Brabham BT55   | BMW M12/13 1.5 L4t            | P      |
| Motor Racing Developments      | 08  | Derek Warwick      | Brabham BT55   | BMW M12/13 1.5 L4t            | P      |
| John Player Special Team Lotus | 11  | Johnny Dumfries    | Lotus 98T      | Renault EF15B 1.5 V6t         | G      |
| John Player Special Team Lotus | 12  | Ayrton Senna       | Lotus 98T      | Renault EF15B 1.5 V6t         | G      |
| West Zakspeed Racing           | 14  | Jonathan Palmer    | Zakspeed 861   | Zakspeed 1500/4 1.5 L4t       | G      |
| West Zakspeed Racing           | 29  | Huub Rothengatter  | Zakspeed 861   | Zakspeed 1500/4 1.5 L4t       | G      |
| Team Haas (USA) Ltd            | 15  | Alan Jones         | Lola THL2      | Ford Cosworth GBA 1.5 V6t     | G      |
| Team Haas (USA) Ltd            | 16  | Patrick Tambay     | Lola THL2      | Ford Cosworth GBA 1.5 V6t     | G      |
| Barclay Arrows BMW             | 17  | Christian Danner   | Arrows A9      | BMW M12/13 1.5 L4t            | G      |
| Barclay Arrows BMW             | 18  | Thierry Boutsen    | Arrows A8      | BMW M12/13 1.5 L4t            | G      |
| Benetton Formula Ltd           | 19  | Teo Fabi           | Benetton B186  | BMW M12/13 1.5 L4t            | P      |
| Benetton Formula Ltd           | 20  | Gerhard Berger     | Benetton B186  | BMW M12/13 1.5 L4t            | P      |
| Osella Squadra Corse           | 21  | Piercarlo Ghinzani | Osella FA1G    | Alfa Romeo 890T 1.5 V8t       | P      |
| Osella Squadra Corse           | 22  | Allen Berg         | Osella FA1F    | Alfa Romeo 890T 1.5 V8t       | P      |
| Minardi F1 Team                | 23  | Andrea de Cesaris  | Minardi M186   | Motori Moderni 615-90 1.5 V6t | P      |
| Minardi F1 Team                | 24  | Alessandro Nannini | Minardi M185B  | Motori Moderni 615-90 1.5 V6t | P      |
| Équipe Ligier                  | 25  | René Arnoux        | Ligier JS27    | Renault EF15 1.5 V6t          | P      |
| Équipe Ligier                  | 26  | Philippe Alliot    | Ligier JS27    | Renault EF15 1.5 V6t          | P      |
| Scuderia Ferrari SpA SEFAC     | 27  | Michele Alboreto   | Ferrari F1/86  | Ferrari 032 1.5 V6t           | G      |
| Scuderia Ferrari SpA SEFAC     | 28  | Stefan Johansson   | Ferrari F1/86  | Ferrari 032 1.5 V6t           | G      |

## Klassifikationen

### Qualifying
| Pos. | Fahrer             | Konstrukteur           | Qualifikationstraining 1 | Qualifikationstraining 1 | Qualifikationstraining 2 | Qualifikationstraining 2 | Start |
| Pos. | Fahrer             | Konstrukteur           | Zeit                     | Ø-Geschwindigkeit        | Zeit                     | Ø-Geschwindigkeit        | Start |
| ---- | ------------------ | ---------------------- | ------------------------ | ------------------------ | ------------------------ | ------------------------ | ----- |
| 01   | Ayrton Senna       | Lotus-Renault          | 1:32,281                 | 156,591 km/h             | 1:29,450                 | 161,547 km/h             | 01    |
| 02   | Nelson Piquet      | Williams-Honda         | 1:31,417                 | 158,071 km/h             | 1:29,785                 | 160,944 km/h             | 02    |
| 03   | Alain Prost        | McLaren-TAG-Porsche    | 1:33,113                 | 155,192 km/h             | 1:29,945                 | 160,658 km/h             | 03    |
| 04   | Nigel Mansell      | Williams-Honda         | 1:30,516                 | 159,645 km/h             | 1:30,072                 | 160,432 km/h             | 04    |
| 05   | Keke Rosberg       | McLaren-TAG-Porsche    | 1:34,146                 | 153,489 km/h             | 1:30,628                 | 159,447 km/h             | 05    |
| 06   | Patrick Tambay     | Lola-Ford              | 1:34,187                 | 153,422 km/h             | 1:31,715                 | 157,558 km/h             | 06    |
| 07   | Stefan Johansson   | Ferrari                | 1:35,092                 | 151,962 km/h             | 1:31,850                 | 157,326 km/h             | 07    |
| 08   | Johnny Dumfries    | Lotus-Renault          | 1:36,108                 | 150,356 km/h             | 1:31,886                 | 157,264 km/h             | 08    |
| 09   | René Arnoux        | Ligier-Renault         | 1:36,552                 | 149,664 km/h             | 1:31,970                 | 157,121 km/h             | 09    |
| 10   | Alan Jones         | Lola-Ford              | 1:33,737                 | 154,159 km/h             | 1:32,401                 | 156,388 km/h             | 10    |
| 11   | Gerhard Berger     | Benetton-BMW           | 1:32,886                 | 155,571 km/h             | 1:32,491                 | 156,236 km/h             | 11    |
| 12   | Philippe Alliot    | Ligier-Renault         | 1:35,129                 | 151,903 km/h             | 1:32,575                 | 156,094 km/h             | 12    |
| 13   | Teo Fabi           | Benetton-BMW           | 1:35,265                 | 151,686 km/h             | 1:32,707                 | 155,872 km/h             | 13    |
| 14   | Riccardo Patrese   | Brabham-BMW            | 1:35,337                 | 151,572 km/h             | 1:32,956                 | 155,454 km/h             | 14    |
| 15   | Michele Alboreto   | Ferrari                | 1:34,255                 | 153,312 km/h             | 1:33,063                 | 155,275 km/h             | 15    |
| 16   | Martin Brundle     | Tyrrell-Renault        | 1:34,725                 | 152,551 km/h             | 1:33,368                 | 154,768 km/h             | 16    |
| 17   | Alessandro Nannini | Minardi-Motori Moderni | 1:36,266                 | 150,109 km/h             | 1:33,656                 | 154,292 km/h             | 17    |
| 18   | Philippe Streiff   | Tyrrell-Renault        | 1:35,831                 | 150,790 km/h             | 1:34,414                 | 153,054 km/h             | 18    |
| 19   | Derek Warwick      | Brabham-BMW            | 1:34,561                 | 152,816 km/h             | 1:34,502                 | 152,911 km/h             | 19    |
| 20   | Andrea de Cesaris  | Minardi-Motori Moderni | 1:37,796                 | 147,761 km/h             | 1:34,670                 | 152,640 km/h             | 20    |
| 21   | Christian Danner   | Arrows-BMW             | 1:36,540                 | 149,683 km/h             | 1:35,294                 | 151,640 km/h             | 21    |
| 22   | Thierry Boutsen    | Arrows-BMW             | 1:37,260                 | 148,575 km/h             | 1:35,392                 | 151,484 km/h             | 22    |
| 23   | Piercarlo Ghinzani | Osella-Alfa Romeo      | 1:39,564                 | 145,137 km/h             | 1:36,232                 | 150,162 km/h             | 23    |
| 24   | Jonathan Palmer    | Zakspeed               | 1:37,937                 | 147,548 km/h             | 1:36,485                 | 149,768 km/h             | 24    |
| 25   | Huub Rothengatter  | Zakspeed               | 1:42,736                 | 140,656 km/h             | 1:38,527                 | 146,664 km/h             | 25    |
| 26   | Allen Berg         | Osella-Alfa Romeo      | 1:40,984                 | 143,096 km/h             | keine Zeit               | –                        | 26    |

### Rennen
| Pos. | Fahrer             | Konstrukteur           | Runden | Stopps | Zeit        | Start | Schnellste Runde |
| ---- | ------------------ | ---------------------- | ------ | ------ | ----------- | ----- | ---------------- |
| 01   | Nelson Piquet      | Williams-Honda         | 76     | 1      | 2:00:34,508 | 02    | 1:31,001 (73.)   |
| 02   | Ayrton Senna       | Lotus-Renault          | 76     | 1      | + 17,673    | 01    | 1:31,261 (72.)   |
| 03   | Nigel Mansell      | Williams-Honda         | 75     | 2      | + 1 Runde   | 04    | 1:32,965 (51.)   |
| 04   | Stefan Johansson   | Ferrari                | 75     | 2      | + 1 Runde   | 07    | 1:33,474 (66.)   |
| 05   | Johnny Dumfries    | Lotus-Renault          | 74     | 0      | + 2 Runden  | 08    | 1:35,414 (73.)   |
| 06   | Martin Brundle     | Tyrrell-Renault        | 74     | 0      | + 2 Runden  | 16    | 1:34,633 (64.)   |
| 07   | Patrick Tambay     | Lola-Ford              | 74     | 0      | + 2 Runden  | 06    | 1:33,840 (57.)   |
| 08   | Philippe Streiff   | Tyrrell-Renault        | 74     | 0      | + 2 Runden  | 18    | 1:35,832 (37.)   |
| 09   | Philippe Alliot    | Ligier-Renault         | 73     | 0      | + 3 Runden  | 12    | 1:35,042 (69.)   |
| 10   | Jonathan Palmer    | Zakspeed               | 70     | 1      | + 6 Runden  | 24    | 1:38,091 (59.)   |
| –    | René Arnoux        | Ligier-Renault         | 48     | 0      | DNF         | 09    | 1:35,144 (44.)   |
| –    | Alan Jones         | Lola-Ford              | 46     | 1      | DNF         | 10    | 1:33,896 (39.)   |
| –    | Gerhard Berger     | Benetton-BMW           | 44     | 0      | DNF         | 11    | 1:35,501 (37.)   |
| –    | Thierry Boutsen    | Arrows-BMW             | 40     | 0      | DNF         | 22    | 1:39,022 (15.)   |
| –    | Keke Rosberg       | McLaren-TAG-Porsche    | 34     | 0      | DNF         | 05    | 1:32,684 (27.)   |
| –    | Teo Fabi           | Benetton-BMW           | 32     | 0      | DNF         | 13    | 1:35,887 (18.)   |
| –    | Alessandro Nannini | Minardi-Motori Moderni | 30     | 0      | DNF         | 17    | 1:39,204 (04.)   |
| –    | Michele Alboreto   | Ferrari                | 29     | 0      | DNF         | 15    | 1:34,846 (23.)   |
| –    | Derek Warwick      | Brabham-BMW            | 28     | 0      | DNF         | 19    | 1:36,084 (15.)   |
| –    | Alain Prost        | McLaren-TAG-Porsche    | 23     | 1      | DNF         | 03    | 1:33,422 (23.)   |
| –    | Piercarlo Ghinzani | Osella-Alfa Romeo      | 15     | 0      | DNF         | 23    | 1:43,280 (09.)   |
| –    | Christian Danner   | Arrows-BMW             | 7      | 0      | DNF         | 21    | 1:38,631 (05.)   |
| –    | Riccardo Patrese   | Brabham-BMW            | 5      | 0      | DNF         | 14    | 1:37,263 (04.)   |
| –    | Andrea de Cesaris  | Minardi-Motori Moderni | 5      | 0      | DNF         | 20    | 1:40,570 (05.)   |
| –    | Huub Rothengatter  | Zakspeed               | 2      | 0      | DNF         | 25    | 1:57,208 (02.)   |
| –    | Allen Berg         | Osella-Alfa Romeo      | 1      | 0      | DNF         | 26    | 3:00,202 (01.)   |

## WM-Stände nach dem Rennen
Die ersten sechs des Rennens bekamen 9, 6, 4, 3, 2 bzw. 1 Punkt(e). In der Fahrerwertung wurden die besten elf Resultate, in der Konstrukteurswertung alle Resultate gewertet.

### Fahrerwertung
| Pos. | Fahrer           | Konstrukteur        | Punkte |
| ---- | ---------------- | ------------------- | ------ |
| 01   | Nigel Mansell    | Williams-Honda      | 55     |
| 02   | Ayrton Senna     | Lotus-Renault       | 48     |
| 03   | Nelson Piquet    | Williams-Honda      | 47     |
| 04   | Alain Prost      | McLaren-TAG-Porsche | 44     |
| 05   | Keke Rosberg     | McLaren-TAG-Porsche | 19     |
| 06   | Jacques Laffite  | Ligier-Renault      | 14     |
| 07   | René Arnoux      | Ligier-Renault      | 14     |
| 08   | Stefan Johansson | Ferrari             | 10     |
| 09   | Michele Alboreto | Ferrari             | 6      |
| 10   | Gerhard Berger   | Benetton-BMW        | 6      |
| 11   | Martin Brundle   | Tyrrell-Renault     | 5      |
| 12   | Riccardo Patrese | Brabham-BMW         | 2      |
| 13   | Teo Fabi         | Benetton-BMW        | 2      |
| 14   | Johnny Dumfries  | Lotus-Renault       | 2      |
| 15   | Philippe Streiff | Tyrrell-Renault     | 1      |

| Pos. | Fahrer             | Konstrukteur                   | Punkte |
| ---- | ------------------ | ------------------------------ | ------ |
| 16   | Thierry Boutsen    | Arrows-BMW                     | 0      |
| 17   | Derek Warwick      | Brabham-BMW                    | 0      |
| 18   | Patrick Tambay     | Lola-Hart/-Ford                | 0      |
| 19   | Jonathan Palmer    | Zakspeed                       | 0      |
| 20   | Elio de Angelis    | Brabham-BMW                    | 0      |
| 21   | Marc Surer         | Arrows-BMW                     | 0      |
| 22   | Alan Jones         | Lola-Hart/-Ford                | 0      |
| 23   | Philippe Alliot    | Ligier-Renault                 | 0      |
| 24   | Christian Danner   | Arrows-BMW / Osella-Alfa Romeo | 0      |
| 25   | Huub Rothengatter  | Zakspeed                       | 0      |
| 26   | Allen Berg         | Osella-Alfa Romeo              | 0      |
| –    | Alessandro Nannini | Minardi-Motori Moderni         | 0      |
| –    | Andrea de Cesaris  | Minardi-Motori Moderni         | 0      |
| –    | Piercarlo Ghinzani | Osella-Alfa Romeo              | 0      |
| –    | Eddie Cheever      | Lola-Hart/-Ford                | 0      |

### Konstrukteurswertung
| Pos. | Konstrukteur        | Punkte |
| ---- | ------------------- | ------ |
| 01   | Williams-Honda      | 102    |
| 02   | McLaren-TAG-Porsche | 63     |
| 03   | Lotus-Renault       | 50     |
| 04   | Ligier-Renault      | 28     |
| 05   | Ferrari             | 16     |
| 06   | Benetton-BMW        | 8      |
| 07   | Tyrrell-Ford        | 6      |

| Pos. | Konstrukteur           | Punkte |
| ---- | ---------------------- | ------ |
| 08   | Brabham-BMW            | 2      |
| 09   | Arrows-BMW             | 0      |
| 10   | Lola-Hart/-Ford        | 0      |
| 11   | Zakspeed               | 0      |
| 12   | Osella-Alfa Romeo      | 0      |
| –    | Minardi-Motori Moderni | 0      |